# Cakile constricta
Cakile constricta är en korsblommig växtart som beskrevs av Rodman. Cakile constricta ingår i släktet marvioler, och familjen korsblommiga växter. Inga underarter finns listade i Catalogue of Life.